# Водзерады (гмина)
Водзерады (пол. Wodzierady) — сельская гмина (волость) в Польше, входит как административная единица в Ласкский повет, Лодзинское воеводство. Население — 3131 человек (на 2004 год).

## Сельские округа
1. Хожешув
2. Чарныш
3. Добкув
4. Добрухув
5. Есённа
6. Юзефув
7. Кики
8. Квятковице
9. Лесница
10. Магдаленув
11. Магнусы
12. Пёрунув
13. Пшировница
14. Станиславув
15. Вандзин
16. Влодзимеж
17. Водзерады
18. Воля-Чарныска
19. Вжонсава
20. Залесе

## Прочие поселения
1. Адольфув
2. Альфонсув
3. Аполёня
4. Бабинец
5. Бжезняк
6. Добрухув-Колёня
7. Эдмундув
8. Элёдя
9. Гурна
10. Хиполитув
11. Якубув
12. Юлианув
13. Казимеж
14. Кресы
15. Крулевец
16. Квятковице-Подуховне
17. Квятковице-Колёня
18. Квятковице-Ляс
19. Людовинка
20. Магнусы-Колёня
21. Марянув
22. Маурыцув
23. Миколаевице
24. Новы-Свят
25. Пелягя
26. Пёрунув-Колёня
27. Пёрунув-Парцеля
28. Пёрунувек
29. Поджечна
30. Школьна
31. Теодорув
32. Вацкув
33. Влодзимежик
34. Водзерады-Дольне
35. Водзерады-Гурне
36. Вжонсувка

## Соседние гмины
1. Гмина Добронь
2. Гмина Лютомерск
3. Гмина Ласк
4. Гмина Пабянице
5. Гмина Шадек
6. Гмина Задзим